# Мовна політика в Україні
Мовну політику в Україні засновано на її Конституції, міжнародних зобов'язаннях, а з 16 липня 2019 року — і Законі України «Про забезпечення функціонування української мови як державної». З 2012 по лютий 2018 року мовна політика України також базувалася на Законі України «Про засади державної мовної політики» (до 2012 року діяв закон «Про мови в Українській РСР» 1989 року).
Українська мова є державною мовою України. Відповідно до статті 10 Конституції України, держава має забезпечувати всебічний розвиток та функціонування української мови в усіх сферах суспільного життя на всій території України. Іншим мовам, якими розмовляють в Україні, гарантують конституційний захист. Російська мова визнана мовою національної меншини.
Закон 2012 року під назвою Закон України «Про засади державної мовної політики» надав російській та іншим мовам меншин статус регіональної мови. Це дозволило використовувати мови меншин у судах, школах та інших державних установах у тих місцевостях України, де національні меншини перевищують 10% населення. Закон застосовувався здебільшого в південних і східних областях України, де переважна або значна частина населення розмовляє російською як першою мовою. Три незначні населені пункти зробили те саме для угорської, молдовської та румунської мов. Українська залишалася єдиною офіційною мовою для всієї країни. Запровадження закону підтримала правляча тоді Партія регіонів, а опозиційні партії виступили проти. На думку його опонентів, закон підривав і викривлював роль української мови та порушував статтю 10 Конституції України.
Законопроєкт було ухвалено на тлі сутичок у будівлі парламенту України 3 липня 2012 року, а опозиція заявляла, що процедури ухвалення закону дотримано не було. Закон набрав чинності 10 серпня 2012 р. Відтоді різні міста та області України оголошували російську мову регіональною у межах своєї юрисдикції. Інші міста та області висловились проти цього закону. Відразу після української революції 2014 року, 23 лютого 2014 року, український парламент проголосував за скасування цього закону. Та на це рішення наклав вето виконувач обов'язків президента Олександр Турчинов, наказавши натомість розробити проєкт нового закону, який би «відповідав інтересам як Сходу, так і Заходу України, а також усіх етнічних груп і меншин». Однак у жовтні 2014 року Конституційний Суд України розпочав перевірку конституційності цього закону і 28 лютого 2018 року визнав його неконституційним.
У квітні 2019 року український парламент проголосував новий закон «Про забезпечення функціонування української мови як державної». 16 червня 2019 року він набув чинності.

## Короткий огляд

Відсоток носіїв російської мови за переписом 2001 року. До відкликання закону про мови 2012 року російська була регіональною мовою у 13 областях (затінені), де частка російськомовного населення 10% або вище.

Від часу розпаду СРСР і здобуття Україною незалежності позиції російської мови послабились, але вона залишилася однією з двох найчастіше вживаних мов у бізнесі, судочинстві, науці, мистецькій діяльності та багатьох інших ділянках повсякденного життя. За даними перепису населення 2001 р., 67,5% громадян України визнали українську мову рідною, тоді як 29,6% вважали рідною російську. Різні інші мови становлять 2,9% решти. За радянських часів і російська, і українська мали офіційний статус державних мов Української РСР.
Прибічники законопроєкту доводили, що це полегшить життя російськомовним українцям. Противники побоюються, що прийняття російської як мови меншини може швидко стати поширеним явищем, кидаючи виклик українській мові та спричиняючи розкол між Сходом і Заходом України. На ділі російська і так широко використовувалася в офіційних установах України.
Згідно з частиною 2 статті 27, українські топоніми необхідно перекладати на інші мови, використовуючи лише українську транскрипцію (транскрипція державної мови).
9 лютого 2013 року авторів закону про мову 2012 року Сергія Ківалова і Вадима Колесніченка президент Росії Володимир Путін нагородив медаллю Пушкіна за «великий внесок у збереження і пропаганду російської мови та культури за кордоном».